# Fred Jungclaus

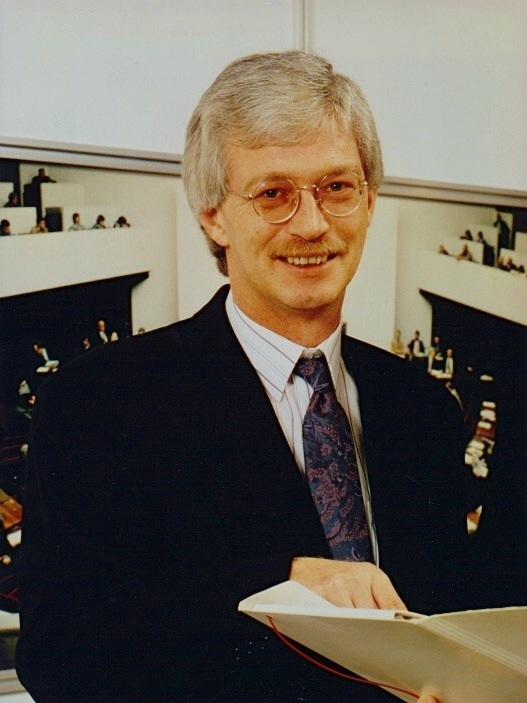
Fred Jungclaus im Plenarsaal der Bremischen Bürgerschaft

Fred Johann Carl Jungclaus (* 6. Mai 1949 in Bremerhaven; † 13. Dezember 1992 ebenda) war ein deutscher Politiker.

## Leben
Fred Jungclaus wuchs in Beverstedt, Landkreis Cuxhaven mit seinen Eltern und seinem jüngeren Bruder auf. Er begann zunächst eine kaufmännische Ausbildung und absolvierte dann ein Lehramtsstudium in Bremen. Bis zur Wahl in die Bremische Bürgerschaft engagierte sich Jungclaus neben seinem Beruf als Lehrer an den kaufmännischen Lehranstalten Bremerhaven bereits in der Lokalpolitik und im Personalrat des Magistrats der Seestadt.
Er war Mitglied der FDP-Fraktion in der Bremischen Bürgerschaft der 12. Wahlperiode (1987–1991) und bis zu seinem Tod 1992 auch der 13. Wahlperiode (1991–1995). Von 1991 bis 1992 war er Vorsitzender des Datenschutzausschusses.
Jungclaus hinterließ mit seinem plötzlichen Tod seine Ehefrau, einen Sohn und eine Tochter.